# Dompierre-sur-Mer
Dompierre-sur-Mer è un comune francese di 5 387 abitanti situato nel dipartimento della Charente Marittima nella regione della Nuova Aquitania.

## Società

### Evoluzione demografica
Abitanti censiti